# Jacquetta Hawkes
Pour les articles homonymes, voir Hawkes.
Jacquetta Hawkes, née Jessie Jacquetta Hopkins le 5 août 1910 à Cambridge et morte le 18 mars 1996 est une archéologue et auteure britannique.
Auteure prolifique sur des sujets assez éloignés de son champ universitaire, elle est surtout intéressée par les conditions de vie des peuples pouvant s'observer à travers les fouilles scientifiques. Avec l'archéologue Christopher Hawkes, elle est co-auteure de Prehistoric Britain (1943) et, avec l'écrivain John Boynton Priestley, de Dragon's Mouth (1952) et Journey Down a rainbow  (1955). Elle a aussi écrit The World of the Past (1963), Prehistory (History of Mankind: Cultural and Scientific Development, Volume 1 Part 1) (1963) en collaboration avec l'UNESCO, The Atlas of Early Man (1976) et The Shell Guide to British Archaeology (1986). Elle est aussi connue pour son ouvrage A Land (1951).

## Recherches
Jacquetta Hawkes est la première femme à étudier l'archéologie et l'anthropologie au Newnham College de Cambridge, d'où elle sort diplômée avec mention très bien. 
Dans ses travaux sur la civilisation minoenne (Dawn of the Gods, 1968), Hawkes est l'une des premières archéologues à suggérer que ce peuple pourrait avoir été gouverné par des femmes ; l'idée avait déjà été avancée par des historiens de la culture et de la religion minoenne (entre autres, par Joseph Campbell), mais aussi à l'extérieur de la communauté universitaire, parfois par des féministes. Hawkes a souligné qu'il n'y a quasiment pas de preuves mettant en évidence un souverain homme minoen, alors qu'elles existent pour les Égyptiens, Hittites, ou encore les Assyriens. De plus, il y a un nombre important d'images de femmes en position de puissance, et la représentation des hommes et des femmes semble montrer une égalité entre les deux genres. Elle met ceci en opposition avec les arts égyptien, assyrien et grec classique, où les femmes sont placées en position d'infériorité. Hawkes a déclaré que « l'absence de témoignage de souverains masculins chez les Minoens, pourtant si nombreux à cette époque et à ce stade du développement culturel des civilisations, et qui peut de fait être vu comme presque universel, est l'une des raisons qui permet de supposer que les occupantes des trônes minoens pussent avoir été des reines » .
Elle a également relevé l'attrait pour la nature, à la fois celle sauvage et celle cultivée, dans l'art et l'architecture minoens. Elle a aussi souligné l'absence d'une recherche de monumentalité dans le palais, de même que l'absence de guerres, et l'importance des figures de la destiné, de la culpabilité et de la tristesse dans l'art minoen par opposition à la culture guerrière des Mycéniens, et à la dimension héroïque, morale et martiale chez les grecs. Les questionnements autour de la différence entre la Crête et la Grèce mycénienne, même s'ils sont controversés dans le champ historique, ont permis de questionner les constructions politique, sociale et culturelle de la Crête minoenne, et de sa possible influence sur les structures qui émergeront plus tardivement en Grèce.

## Biographie
Née le 5 août 1910, Jessie Jacquetta Hopkins est la fille du Prix Nobel de médecine Frederick Gowland Hopkins. Elle rencontre Christopher Hawkes, son aîné, sur un chantier de fouille au cours de ses études à Cambridge, et l'épouse à 22 ans. Leur fils, Nicolas, est né en 1937.
Après avoir eu une liaison, pendant la guerre, avec l'écrivain et poète Walter Turner, elle fréquente l'écrivain anglais John Boynton Priestley, qu'elle épouse en 1953. Ils restent ensemble jusqu'à sa mort.
Elle meurt le 18 mars 1996.

## Publications universitaires sur des fouilles archéologiques
- 1956 : The Longstone, Mottistone, Île de Wight, en Angleterre.
- (en) Jacquetta Hawkes, Adventurer in archaeology: the biography of Sir Mortimer Wheeler, St. Martin's Press, 1982 (ISBN 978-0-312-00658-7)